# Кунесть
Кунесть (рос. Кунесть) — присілок в Гдовському районі Псковської області Російської Федерації.
Населення становить 15 осіб. Входить до складу муніципального утворення Юшкинська волость.

## Історія
Від 2005 року входить до складу муніципального утворення Юшкинська волость.

## Населення
| 2001 | 2002 | 2010 |
| ---- | ---- | ---- |
| 8    | ↗10  | ↗15  |